# 南票站
南票站，位于中华人民共和国辽宁省葫芦岛市南票区九龙街道下庙子村，是南票铁路上的火车站，建于1959年，沈阳铁路局管辖。

## 車站周邊
- 南票煤矿安全技术培训中心
- 葫芦岛市南票区粮食局
- 南票区交通局

## 歷史
- 建于1959年。

## 外部連結
- 中国铁路客户服务中心（页面存档备份，存于）